# Takorce
Takorce es el decimocuarto álbum del grupo español Tako, procedente de Ejea de los Caballeros, Zaragoza. Este álbum, fue grabado totalmente en directo durante las Fiestas del Pilar, el 12 de octubre de 2008 y fue distribuido en CD y DVD.
Takorce, es su primer disco en directo y su título, fusiona con un juego de letras, las palabras: Tako y Catorce; la primera por el nombre del grupo y la segunda por ser el decimocuarto álbum del grupo. Este concierto en directo, duró poco más de hora y media, subiendo al escenario a un gran número de colaboradores que dieron un toque especial al disco. En él, se incluyeron en forma de recopilatorio sus temas más conocidos; muchos de ellos, elegidos por sus seguidores a través de internet.

## Lista de canciones

### CD
1. Atrapado (3:06)
2. Con dios y con el diablo (3:31)
3. Ayer, hoy, por siempre (3:08)
4. Colorín colorao (3:02)
5. Ojala (4:07)
6. Seda negra (3:40)
7. Carpintero de condenas (4:37)
8. La mitad de mis espejos (3:09)
9. Pintahierros (5:15)
10. Canciones protesta (2:45)
11. La dama de blanco (3:43)
12. Sangre y sal (4:40)
13. Entre tinieblas (3:59)
14. A las puertas del deseo (6:58)
15. El juego (3:05)
16. El viejo resina (4:28)
17. Trenzas de arena (5:30)
18. Enterrador (5:06)

### DVD
1. Atrapado (3:00)
2. Con dios y con el diablo (3:31)
3. Ayer, hoy, por siempre (2:58)
4. Colorín colorao (2:48)
5. Ojala (4:00)
6. Seda negra (3:35)
7. Carpintero de condenas (4:17)
8. La mitad de mis espejos (3:00)
9. Pintahierros (4:22)
10. Canciones protesta (2:46)
11. La dama de blanco (3:37)
12. Sangre y sal (3:19)
13. Entre tinieblas (3:54)
14. (Instrumental) (2:01)
15. A las puertas del deseo (4:07)
16. El juego (3:02)
17. ¡Oye, có! (4:54)
18. El viejo resina (4:02)
19. Trenzas de arena (5:00)
20. Poeta nocturno (3:30)
21. Enterrador (4:12)
22. Todos contra todos (3:15)
23. Oh, oh, oh (2:33)

## Miembros
- Mariano Gil Rones (Voz y guitarra)
- Nacho Jiménez (Teclados y coros)
- Fernando Mainer (Bajo y coros)
- Iñigo Zubizarreta (Guitarra solista)
- José Mena (Batería)

## Colaboradores
- José Miguel Pérez Baño. Saxofón en La mitad de mis espejos, Oye, có y en la despedida del directo.
- Lorenzo Cortés. Teclados en Pintahierros y Trenzas de arena.
- María Villalón. Voz en Entre tinieblas.
- Fernando Madina (Reincidentes). Voz en Sangre y sal.
- Jorge Salán. Guitarra en Pintahierros.

- Datos: Q20016141